# Renée C. Fox
Renée Claire Fox (* 15. Februar 1928 in Manhattan, New York; † 23. September 2020 in Philadelphia, Pennsylvania) war eine US-amerikanische Soziologin an der University of Pennsylvania.

## Leben und Wirken
Fox erkrankte 1945 an Poliomyelitis und erholte sich so weit, dass sie 1949 ihr Studium am Smith College mit dem Bachelor abschließen konnte. 1954 promovierte Fox bei Talcott Parsons am Radcliffe College (zur Harvard University) im Fach Soziologie. Nach Tätigkeit am Columbia University Bureau of Applied Social Research hatte sie von 1957 bis 1969 am Barnard College eine Stelle. Zwei Jahre arbeitete Fox als Gastdozentin an der Harvard University, seit 1969 hatte sie an der University of Pennsylvania eine ordentliche Professur, wo sie von 1972 bis 1978 den Lehrstuhl innehatte. Ihre Professuren war an der medizinisch/psychiatrischen Fakultät und der Fakultät für Pflegewissenschaften angesiedelt. Außerdem war sie Inhaberin des interdisziplinären Annenberg-Lehrstuhls für Sozialwissenschaften. 1998 wurde sie emeritiert.
Fox galt als bahnbrechend und führend in der Medizinsoziologie und befasste sich mit der Soziologie der medizinischen Forschung, der medizinischen Ausbildung und mit Medizinethik. Ihre Forschungen führten sie mehrfach nach Belgien und Belgisch Kongo (heute Demokratische Republik Kongo).
1971 wurde Fox in die American Academy of Arts and Sciences gewählt, 1978 in die American Association for the Advancement of Science und 2012 in die American Philosophical Society. Fox war Mitglied des Institute of Medicine (heute National Academy of Medicine), sie hatte elf Ehrendoktorwürden inne. 1995 wurde sie Ritter des belgischen Ordens Leopolds II.
Im Juni 2024 waren in der Datenbank Scopus 74 Veröffentlichungen von Fox gelistet und ihr h-Index lag dort bei 23. Sie starb 2020 im Kreise ihrer Familie an den Folgen einer Leukämie.

## Schriften
- Experiment Perilous: Physicians and Patients Facing the Unknown (1959)
- The Courage to Fail: A Social View of Organ Transplants and Dialysis (mit Judith P. Swazey, 1974, Routledge 2001[6], 2017[7])
- Essays in Medical Sociology: Journeys Into the Field (1979)
- The Sociology of Medicine: A Participant Observer’s View (1989)
- Spare Parts: Organ Replacement in American Society (1992)
- In the Belgian Chateau: The Spirit and Culture of a European Society in an Age of Change (2008)
- In the Field: A Sociologist’s Journey (2010)
- Doctors Without Borders: Humanitarian Quests, Impossible Dreams of Médecins Sans Frontières (2014)
- Explorations of a Mind-Traveling Sociologist (2020)